# Rytmy Oporu

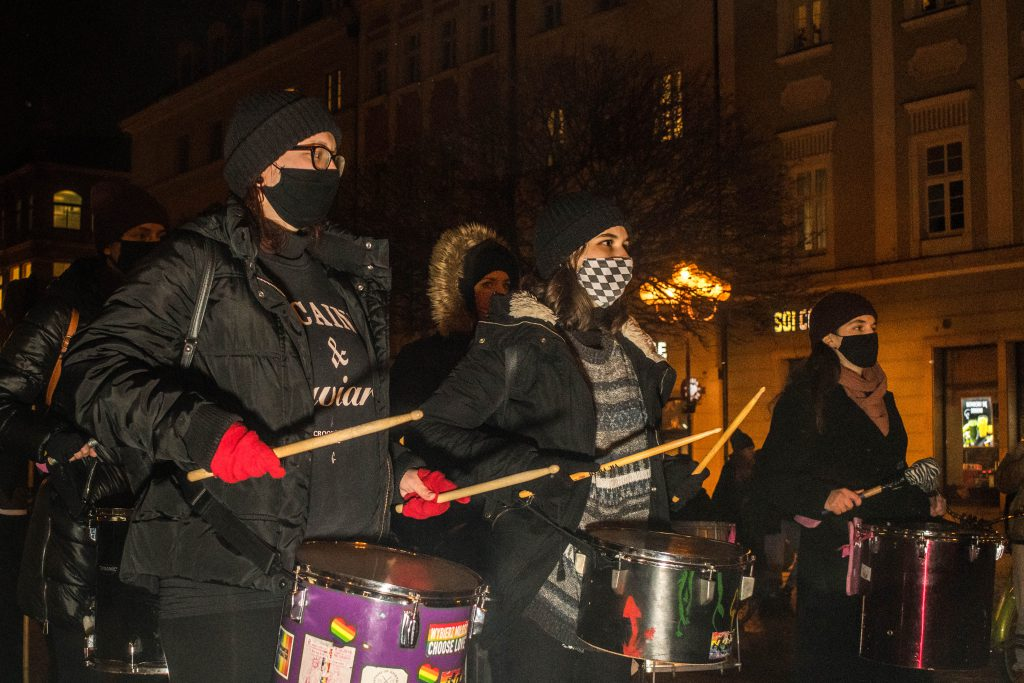
Rytmy Oporu we Wrocławiu podczas jednej z manifestacji przeciwko zaostrzeniu przepisów dotyczących aborcji w Polsce, 5 lutego 2021.

Rytmy Oporu (Rhythms of Resistance, RoR) – międzynarodowy ruch zespołów muzycznych, które występują na demonstracjach i akcjach bezpośrednich, a które podpadają pod szeroką definicję ruchów antykapitalistycznych.  Poprzez swoją muzykę chcą wspierać wszelkiego rodzaju twórcze przedsięwzięcia przeciwko wszelkim systemom dominacji, ucisku, nietolerancji (m.in. faszyzm, seksizm). Swoją działalnością także wspierają różnego rodzaju działania ekologiczne lub na rzecz ochrony środowiska. Pierwsza grupa RoR powstała w Londynie w 2000. Od tego czasu wiele podobnych grup powstało w Europie i nie tylko. Niektóre z zespołów występują także na paradach lub happeningach.
Zespoły ruchu RoR są często nazywane zespołami samby, bowiem większość instrumentów pochodzi z tego brazylijskiego gatunku muzycznego. Niemniej jednak w tej chwili repertuar RoR nie ogranicza się do samby.
Pierwszymi grupami RoR, które powstały w Polsce są: Samba "Hałastra" (kiedyś "Pękające bębenki") działająca na Skłocie Rozbrat w Poznaniu, oraz Rhythms of Resistance z Trójmiasta. Zespoły RoR związane są ze środowiskiem anarchistycznym zrzeszonym wokół lokalnych grup Federacji Anarchistycznej. Obecnie w Polsce istnieją grupy w Poznaniu, Trójmieście, Warszawie, Lublinie, Krakowie i Wrocławiu.